# علیرضا نظری (نماینده خمین)
علیرضا نظری (متولد ۱۳۴۱ در خمین) نماینده خمین در دوره یازدهم مجلس شورای اسلامی و کاندیدای مورد حمایت شورای ائتلاف نیروهای انقلاب در این حوزه انتخابیه است. او که در دوره یازدهم برای نخستین بار در مجلس حضور دارد، عضو کمیسیون کشاورزی، آب و منابع طبیعی مجلس است. 
نظری در دانشگاه و حوزه تحصیل کرده و از سال ۱۳۹۲ بعد از بازنشستگی از سپاه پاسداران انقلاب اسلامی به فعالیت‌های تبلیغی و تدریس پرداخته.

علیرضا نظری در اظهار نظری بحث برانگیز با خبرگزاری فارس از تخصیص اعتبار ۱۰۰میلیارد تومانی از اعتبارات کرونا به دانشگاه علوم پزشکی شهید بهشتی خبر داد، دانشگاهی که قبل از این خبر نیز در خصوص پرابهام دختر آقای روحانی مورد توجه قرار گرفت
1. ↑  http://namayande.com/news/162601/مجلس-یازدهم-برای-حل-مشکلات-کشور-چاره-جویی-می-کند-دلیل-وضعیت

پس از این افشاگری ابتدا سخنگوی دولت و روابط عمومی دفتر ریاست جمهوری این خبر را تکذیب کردند اما بلافاصله با انتشار اسناد این تخصیص در رسانه ها موضوع تایید شد و نمایندگان مجلس با تذکری به رئیس جمهور خواستار شفاف سازی این موضوع شدند.